# “GIGS” BOX
『“GIGS” BOX』（ギグス・ボックス）は、日本のロック・バンドであるBOØWYの8枚組DVDボックス。
2007年12月24日にEMIミュージック・ジャパン／イーストワールドよりリリースされた初回完全生産限定品。

## 解説
2007年9月5日に発売されたベスト・アルバム『THIS BOØWY DRASTIC』『THIS BOØWY DRAMATIC』からはじまったBOØWY解散20周年記念のプロジェクト「BOØWY 20TH ANNIVERSARY FROM BROKEN 2007-2008」の一環として発売された8枚組DVDボックス。過去に正規品として発売されていなかったライブ映像を収めている。
また、1985年に八曜社より限定発刊されたBOØWYのイメージ・ブック『HYSTERIA』を復刻し、特典としてBOX内に収納。さらに、先着特典として購入者には1985年に行われたライブ・ツアー「BOØWY'S BE AMBITIOUS」のツアー・ポスターの復刻版がプレゼントされた。

## 収録曲

### DISC1〜3
『“GIGS” CASE OF BOØWY COMPLETE』
- 収録曲・曲順は項目参照。

### DISC4
『BEAT CHILD』
- 1987年8月22日～23日に、熊本・グリーンピア南阿蘇アスペクタにて台風直撃の中で行われた野外イベント「BEAT CHILD」に出演した際の映像を収録。

1. IMAGE DOWN
2. ハイウェイに乗る前に
3. BABY ACTION
4. MARIONETTE
5. THE WILD ONE
6. BAD FEELING
7. WORKING MAN
8. B・BLUE
9. BEAT SWEET
10. ホンキー・トンキー・クレイジー
11. BLUE VACATION
12. NO. NEW YORK
13. DREAMIN'
14. ONLY YOU

### DISC5
『ロックステージ イン 新宿』
- 1986年8月4日に都有3号地（現：東京都庁）で豪雨の中行われた野外イベント「ウォーター・ロック・フェス 」を、当時NHKが「ロックステージ イン 新宿」として放送した。この中からBOØWYのステージ部分のみを収録。このイベントにはBOØWYのほかにも吉川晃司、44MAGNUM、山下久美子、大澤誉志幸が出演した。

1. DREAMIN'
2. BABY ACTION
3. ハイウェイに乗る前に
4. BAD FEELING
5. CLOUDY HEART
6. NO. NEW YORK
7. IMAGE DOWN

### DISC6
『BOØWY PERFECT GIGS ～FINAL伝説～』
- 2001年にNHK BSで放送されたBOØWYのドキュメンタリー番組『FINAL伝説』をDVD化。放送当時に発売直前であった映像作品『1224』からの映像や、貴重な新宿LOFTでのステージや、渋谷公会堂での初ステージの映像などに加え（本作品のDISC6においては、前述の録音には記載されていない日のライヴ映像も数多く収録されている）、解散宣言をする1987年に行われたメンバーへの個別インタビューの映像や、当時のスタッフへのインタビューなどで構成されている。

1. LIAR GIRL
2. INTERVIEW KYOSUKE HIMURO
3. INTERVIEW TSUNEMATSU MATSUI
4. INTERVIEW MAKOTO TAKAHASHI
5. INTERVIEW TOMOYASU HOTEI
6. B・BLUE
7. DOCUMENT 1
8. BLUE VACATION
9. JUSTY
10. DOCUMENT 2
11. GIVE IT TO ME
12. DOCUMENT 3
13. INSTANT LOVE
14. DOCUMENT 4
15. IMAGE DOWN
16. DOCUMENT 5
17. CLOUDY HEART
18. BABY ACTION
19. BAD FEELING
20. DOCUMENT 6
21. ハイウェイに乗る前に
22. WORKING MAN
23. DOCUMENT 7
24. MARIONETTE
25. DOCUMENT 8
26. ホンキー・トンキー・クレイジー
27. NO. NEW YORK
28. DOCUMENT 9
29. DREAMIN'
30. DOCUMENT 10
31. INTERVIEW TOMOYASU HOTEI
32. INTERVIEW MAKOTO TAKAHASHI
33. INTERVIEW TSUNEMATSU MATSUI
34. INTERVIEW KYOSUKE HIMURO
35. わがままジュリエット
36. ONLY YOU

### DISC7
『ROCK CIRCUIT & ROCK'N ROLL OLYMPIC』
- 1987年7月26日に札幌・真駒内オープン・スタジアムで行われた野外イベント「HOKKAIDO ROCK CIRCUIT　87’“A BIG MOUTH PARTY”」のBOØWY出演部分と、宮城県・スポーツランドSUGOにて1986年8月10日、1987年8月9日にそれぞれ行われた野外イベント「ROCK'N ROLL OLYMPIC」のBOØWY出演部分を収録。各公演共に、当時NHKにて放送されている。

『HOKKAIDO ROCK CIRCUIT　87’“A BIG MOUTH PARTY”』
1. INTRODUCTION
2. IMAGE DOWN
3. ハイウェイに乗る前に
4. BABY ACTION
5. BAD FEELING
6. MARIONETTE
7. WORKING MAN
8. B・BLUE
9. BEAT SWEET
10. ホンキー・トンキー・クレイジー
11. BLUE VACATION
12. NO. NEW YORK
13. DREAMIN'
14. THE WILD ONE
15. ONLY YOU

『ROCK'N ROLL OLYMPIC 86’』
1. ホンキー・トンキー・クレイジー
2. BABY ACTION
3. IMAGE DOWN

『ROCK'N ROLL OLYMPIC 87’』 
1. INTRODUCTION
2. IMAGE DOWN
3. MARIONETTE
4. WORKING MAN
5. B・BLUE
6. ホンキー・トンキー・クレイジー
7. NO. NEW YORK
8. DREAMIN'
9. ONLY YOU

### DISC8
『Artform? or Burnout!-EMI room 102-』
- 「Artform? or Burnout!-EMI room 102-」と銘打った、このボックスのために新たに編集されたレア映像集。未発表曲「MIDNIGHT RUNNERS」をはじめ、様々なライブ映像とインタビュー映像を収録。監修は古くからBOØWYを取材していた音楽ライター・佐伯明。

1. INTERVIEW
2. PROLOGUE
3. MASS AGE (新宿LOFT 1984.3.30)
4. IMAGE DOWN (新宿LOFT 1984.3.30)
5. GIVE IT TO ME (新宿LOFT 1984.3.30)
6. ON MY BEAT (新宿LOFT 1984.3.30)
7. ハイウェイに乗る前に - OFF SHOT (ロンドン＆ベルリン)
8. NO. NEW YORK (LONDON MARQUEE CLUB 1985.3.12)
9. TEENAGE EMOTION( LONDON MARQUEE CLUB 1985.3.12)
10. LONDON GAME (LONDON MARQUEE CLUB 1985.3.12)
11. INTERVIEW
12. BABY ACTION (LONDON MARQUEE CLUB 1985.3.12)
13. OH! MY JULLY PartI(LONDON MARQUEE CLUB 1985.3.12)
14. MIDNIGHT RUNNERS (LONDON MARQUEE CLUB 1985.3.12)
15. INTERVIEW
16. INSTANT LOVE (赤坂ラフォーレ・ミュージアム 1985.4.13)
17. BABY ACTION (赤坂ラフォーレ・ミュージアム 1985.4.13)
18. NO. NEW YORK (赤坂ラフォーレ・ミュージアム 1985.4.13)
19. DANCE CRAZE (赤坂ラフォーレ・ミュージアム 1985.4.13)
20. INTERVIEW
21. わがままジュリエット (青山スパイラルホール 1986.3.24)
22. 1994-LABEL OF COMPLEX- (青山スパイラルホール 1986.3.24)
23. INTERVIEW
24. DREAMIN' (日本武道館 1986.12.10)
25. INTERVIEW
26. ONLY YOU (日本武道館 1986.12.10)
27. EPILOGUE

シークレット・トラック
1. IMAGE DOWN（ライブ・アルバム『“GIGS”JUST A HERO TOUR 1986 』より。但し、アウトロ部分は1988年に行われたラスト・ライブ『LAST GIGS』より、1988年4月5日、東京ドームで収録された音源に差し替えが行われている。映像は過去のライブ映像をミックスしたもので、音源の中盤に氷室が「ライブハウス武道館へようこそ！」とMCをする部分では、いまだオフィシャル・リリースがされていない同公演の映像が使われている。

## エピソード
- BOØWYは以前から関係者から流れたと思われる未発表のライブ音源や映像を収録した海賊盤DVDやCDがインターネットオークション等を通じて出回っており、2005年には海賊盤のやり取りで逮捕者まで出てしまっていた[1]。予めオフィシャルサイト「BOØWY HUNT」にて「初DVD化映像集」[2]と告知されていた。しかし、実際に収録されている映像は殆どが1986年以降に行われたライブのものであった。このBOXをプロデュースした元BOØWYのマネージャーである土屋浩は、『“GIGS”BOX』発売後のインタビューで「BOØWYの（ライブ映像の）場合はたとえば僕達でお金を出し合って買ったビデオ・カメラで撮ったものとか、そういった類のものしか残っていないんです。それはあくまで“データ”であって、“作品”ではないんですよ。作品のクォリティとして考えた時に、1枚のDVDの中でその“データ”を1時間半見せるわけにはいかない。古くからのファンは「あの時のライヴの全部が見たい」と思うかもしれないけど、現実的にテープが劣化していたり、作品としてのクォリティに達していなかったり、メンバー自身が「No」と言う場合も当たり前に多い」[3]と話している。